# Parênteses triplos

Parênteses triplos

Parênteses triplos, também conhecidos como (((eco))), ou, em inglês, (((echo))), são um símbolo antissemita usado para destacar o nome de pessoas de ascendência judaica ou de organizações que se supõe pertencerem a judeus. A prática originou-se do blogue neonazista The Right Stuff, filiado à chamada direita alternativa (alt-right) estadunidense. Os parênteses triplos foram adotados como um estigma on-line por antissemitas, neonazistas e nacionalistas brancos para identificar pessoas de ascendência judaica como alvos de assédio virtual, como jornalistas políticos judeus críticos de Donald Trump durante a sua campanha eleitoral em 2016.
O uso dessa notação recebeu maior atenção a partir de um artigo postado pelo site Mic em junho de 2016. Esse texto também levou o Google a retirar uma extensão para o navegador Chrome que colocava automaticamente os três parênteses ao redor de nomes judaicos em páginas da internet e à classificação dessa notação como discurso de ódio pela Liga Antidifamação. Depois dessas ações, alguns usuários de redes sociais, tanto judeus quanto não judeus, colocaram intencionalmente os seus nomes entre três parênteses como um ato de reapropriação ou solidariedade.
Antes do seu uso desta maneira, os três parênteses eram usados em comunidades on-line, como a AOL, para indicar que um usuário estava sendo "abraçado virtualmente" por outro.

## Uso

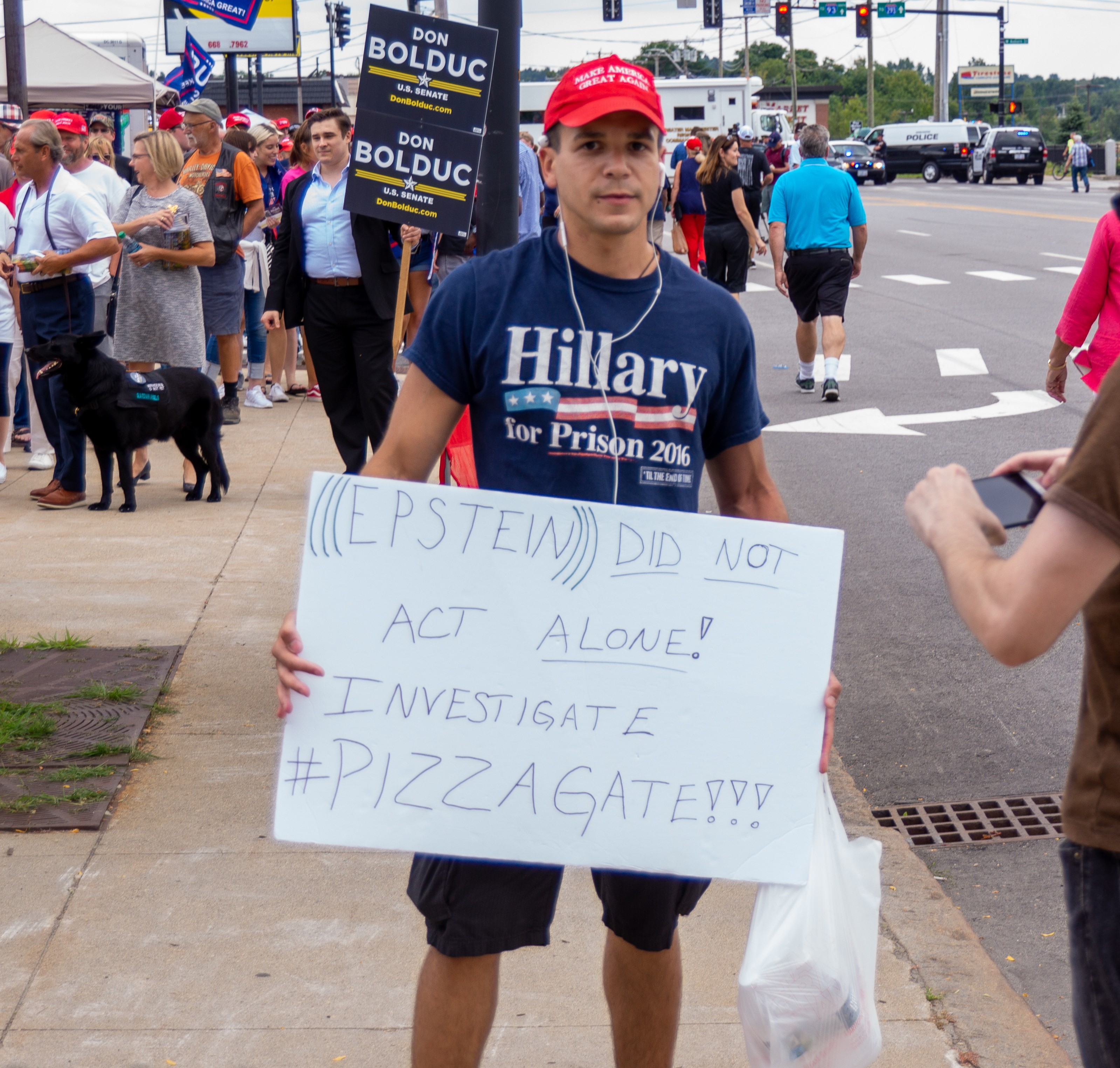
Um conspiracionista segurando um cartaz que comenta a morte de Jeffrey Epstein com parênteses triplos identificando Epstein como judeu.

O uso do "eco" originou-se de um episódio de 2014 do podcast The Daily Shoah (O Holocausto Diário, em tradução livre), produzido pelo blogue de alt-right, antissemita e nacionalista branco The Right Stuff. O podcast veiculava um segmento conhecido como o "Minuto Comercial", em que nomes judaicos eram falados com um efeito de eco para destacá-los. Os editores do The Right Stuff explicaram que o uso do eco, representado no texto por três parênteses, era um meme interno que representava uma opinião de que as ações de judeus no passado levaram seus nomes a "ecoar através da história".
Os parênteses triplos foram usados desde então em redes sociais como o Twitter por antissemitas, integrantes da alt-right, neonazistas e nacionalistas brancos como um sinal para marcar judeus como alvo de assédio virtual. Vários jornalistas judeus contaram ao site Mic que, depois de terem seus nomes mencionados entre parênteses triplos, começaram a receber mensagens de trolls com conteúdo antissemita, fotos do Holocausto e ameaças de morte. O jornal The Jerusalem Post relatou que os parênteses triplos surgiram como uma arma no arsenal da chamada alt-right, um movimento amorfo que se tornou mais visível durante a campanha eleitoral de Donald Trump em 2016, e que essas táticas eram cada vez mais usadas para marcar jornalistas judeus postando conteúdo crítico ao candidato do Partido Republicano. Um usuário envolvido nesse tipo de movimento de ódio descreveu a notação dos três parênteses como um "apito de cachorro".